# ПГСС „Св. Георги Победоносец“
Професионална гимназия по селско стопанство (ПГСС) „Св. Георги Победоносец“ е гимназия в град Суворово, област Варна. Създадена е през 1925 г. Патрон на училището е Георги Победоносец. Към 2024 г. директор на училището е инж. Марияна Георгиева Великова.

## История
На 25 март 1925 г. е създадено Зимно земеделско училище. През 1946 г. се преобразува в Практическо машинотракторно училище. През 1950 г. приема името Комбайнерско училище. През 1967 г. се преобразува в Средно промишлено училище по механизация на селското стопанство. През 2003 г. се преименува на Професионална гимназия по селско стопанство „Свети Георги Победоносец“.